# Pequeña Tobago

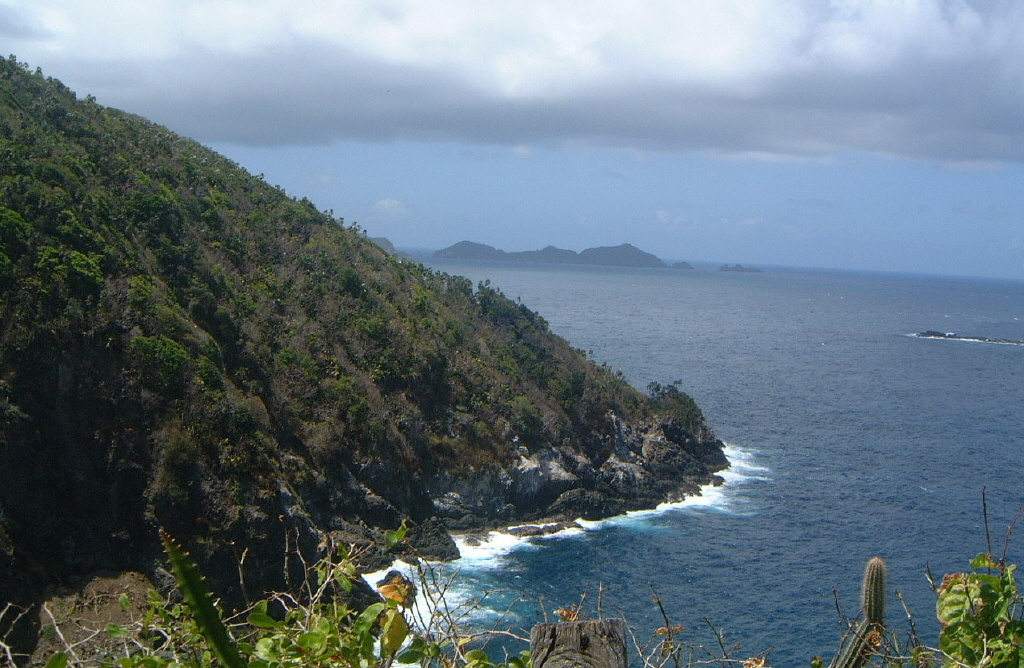
Vista de la isla de Saint Giles desde Pequeña Tobago.

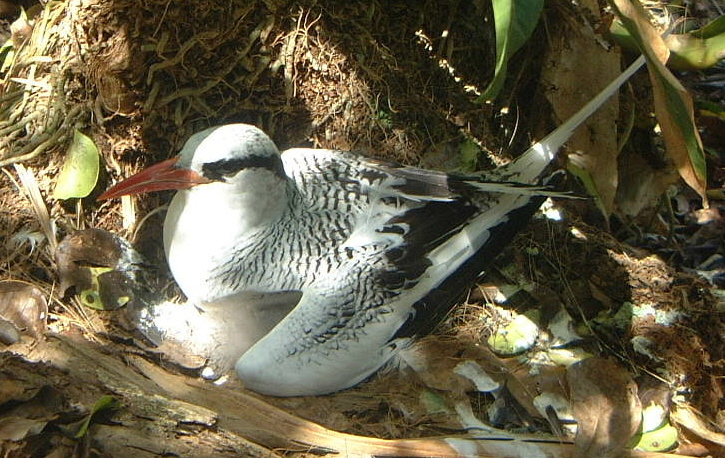
Nido de un ave tropical en la isla Pequeña Tobago.

Pequeña Tobago (en inglés: Little Tobago), también conocida como Isla Aves del Paraíso (en inglés: Bird of Paradise Island), es una pequeña isla frente a la costa nororiental de Tobago, y parte de la república de Trinidad y Tobago. La isla es de aproximadamente 1 kilómetro cuadrado de superficie y está situada en latitud norte 11 ° 18 ' y 60 ° 31' longitud oeste, aproximadamente a 2,4 km de Speyside. El punto más alto en la isla es de aproximadamente 137 m sobre el nivel del mar.
La isla posee bosques secos, Se trata de un importante criadero de aves marinas, Pequeña Tobago es también un buen sitio para ver el proceso por medio del cual las aves se reproducen en las pequeñas islas vecinas.
El mar entre Tobago y Pequeña Tobago es poco profundo, es un cruce atractivo por los corales de vivos colores y peces tropicales que se pueden ver.